# Eslovaquia en los Juegos Europeos de Bakú 2015
Eslovaquia participó en los Juegos Europeos de Bakú 2015 con una delegación de 179 deportistas. Responsable del equipo nacional fue el Comité Olímpico Eslovaco, así como las federaciones deportivas nacionales de cada deporte con participación.
El portador de la bandera en la ceremonia de apertura fue el triatleta Richard Varga.

## Medallistas
El equipo de Eslovaquia obtuvo las siguientes medallas:
| Nombre                        | Deporte            | Competición      |
| ----------------------------- | ------------------ | ---------------- |
| Oro                           |                    |                  |
| Zuzana Štefečeková Erik Varga | Tiro               | Foso mixto       |
| Plata                         |                    |                  |
| Equipo                        | Atletismo          | Equipo           |
| Erik Varga                    | Tiro               | Foso M           |
| Pavol Kopp                    | Tiro               | Pistola 50 m M   |
| Bronce                        |                    |                  |
| Viliam Tankó                  | Boxeo              | Mosca (–52 kg) M |
| István Lévai                  | Lucha grecorromana | 66 kg M          |
| Juraj Tužinský                | Tiro               | Pistola 10 m M   |

1. ↑  Originalmente el  el equipo de atletismo eslovaco ganó el oro, pero por dopaje de un atleta azerbaiyano, los resultados fueron corregidos y las medallas cambiadas.[2][3]